# 邁克·德路易斯
邁克·德路易斯（Michael Robert DeLuise，1969年8月4日—）是美國的一位演員、導演和製作人。他出生在洛杉磯，是多姆·德路易斯和卡羅爾·亞瑟的次子。他的兄弟彼得·德路易斯和大衛·德路易斯也是演員。

## 外部連結
- 邁克·德路易斯在互联网电影资料库（IMDb）上的資料（英文）